# 김판규 (1943년)
김판규(金判圭, 1943년 12월 23일 ~ )는 대한민국의 군인 겸 대학 교수이다.

## 주요 이력

### 경력
- 1990년 육군본부 인사참모부 기획과 과장.
- 1991년 육군본부 작전참모부 작전과 과장.
- 1991년 육군사관학교 생도대장.
- 1993년 대한민국 육군본부 인사참모부 관리처 처장.
- 1993년 대한민국 육군 제55사단장.
- 1997년 대한민국 육군대학교 총장.
- 1997년 대한민국 육군 제6군단장.
- 2000년 대한민국 육군 항공작전사령관.
- 2000년 대한민국 육군 항공작전사령관 재직 시절 육군 대장 진급.
- 2000년 대한민국 육군 제1군사령관.
- 2001년 제35대 대한민국 육군참모총장.
- 2003년 대한민국 육군 대장 예편.
- 2004년 한남대학교 국방전략연구소 연구위원.
- 2006년 한성대학교 국제전략문제연구소 소장.
- 2012년 대한민국 육군협회 부회장.
- 2017년 제2대 대한민국 육군협회 회장.

### 학력
- 부산 경남고등학교 졸업
- 육군사관학교 24기 문학사
- 육군포병학교 졸업
- 한남대학교 행정학과 학사
- 대한민국 육군보병학교 졸업
- 미국 버지니아 종합군사학원 졸업
- 미국 미주리 종합군사학원 졸업
- 영남대학교 경영대학원 경영학 석사
- 한성대학교 대학원 경영학 박사